# Encefalitis equina del este
La encefalitis equina del este (EEE)  triple E o enfermedad del sueño (que no debe confundirse con la tripanosomiasis africana) es una enfermedad infecciosa producida por un arbovirus homónimo de la familia Togaviridae, género alphavirus. Se distribuye principalmente en América, tanto en América del Norte, incluyendo Estados Unidos y Canadá, como América Central y el norte de América del Sur. Puede afectar tanto a humanos como a caballos.

## Transmisión
Se transmite al hombre mediante la picadura de mosquitos infectados, las especies implicadas son Aedes vexans, Coquillettidia perturbans, Ochlerotatus canadensis y Ochlerotatus sollicitans

## Síntomas en humanos
El periodo de incubación dura entre 7 y 10 días,  los síntomas se inician de forma súbita y consisten en fiebre elevada, dolor de cabeza, malestar general, dolores óseos y musculares, náuseas y vómitos. Puede producirse como complicación grave un cuadro de encefalitis que se manifiesta por rigidez de nuca, coma y contractura muscular involuntaria. La encefalitis puede ser mortal o dejar graves secuelas neurológicas, especialmente en niños.

## Síntomas en equinos
Los caballos afectados presentan fiebre elevada y afectación del sistema nervioso central con alta mortalidad.